# 危昭德
危昭德（?—?），字子恭，福建邵武人。
宝祐元年(1253年)，中进士。曾任史馆检阅校勘、武学谕、宗正寺簿兼崇政殿说书、秘书郎、起居舍人兼国史编修、实录检讨、殿中侍御史、权工部侍郎。《宋史》有传（见《宋史》卷四二五《列传》第一八四）。
危昭德著有《春山文集》。